# Мухачов Андрій Сергійович
Андрій Сергійович Мухачов (рос. Андрей Сергеевич Мухачёв; 21 липня 1980, м. Свердловськ, СРСР) — російський хокеїст, захисник. Виступає за  у Континентальній хокейній лізі. 
Вихованець хокейної школи «Динамо-Енергія» (Свердловськ). Виступав за ЦСКА (Москва), «Витязь» (Чехов), «Атлант» (Митищі), «Ак Барс» (Казань), «Авангард» (Омськ), «Амур» (Хабаровськ). 
Досягнення
- Володар Кубка Гагаріна (2009, 2010).